# La mano (escultura)

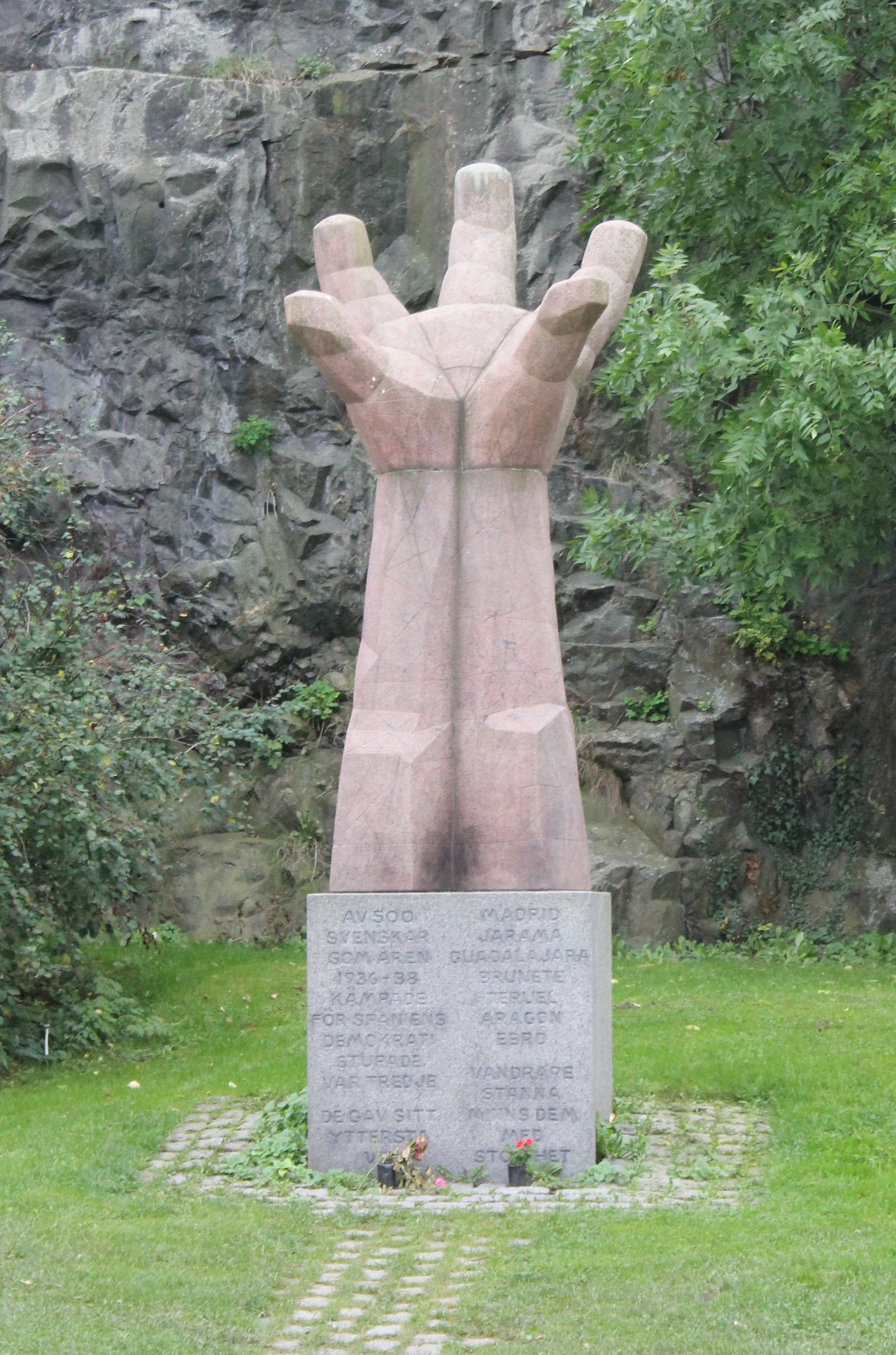

La mano es un monumento en memoria de los suecos que murieron durante la guerra civil española. Se encuentra en Katarinavägen en Södermalm, en el centro de Estocolmo. El monumento fue diseñado por el artista Liss Eriksson, y realizado por él mismo junto con el escultor George Lange y se terminó en 1977. En el pedestal se lee lo siguiente:

De los 500 suecos que en 1936-38 lucharon por la democracia en España, cayó un tercio de ellos. Dieron lo mejor de sí mismos en las batallas de Madrid, Jarama, Guadalajara, Brunete, Teruel, Aragón y el Ebro. Caminante, párate - recuérdalos con orgullo
Texto de la estatua